# Indigofera monophylla
Indigofera monophylla är en ärtväxtart som beskrevs av Dc. Indigofera monophylla ingår i släktet indigosläktet, och familjen ärtväxter. Inga underarter finns listade i Catalogue of Life.